# Activitat d'una substància radioactiva
L'activitat d'una mostra de substància radioactiva és el nombre de desintegracions nuclears que es produeixen al llarg del temps. Per a un interval de temps determinat, l'activitat és el nombre mitjà de desintegracions nuclears que es produeixen per cada unitat de temps, és a dir, el nombre total de desintegracions entre aquest interval de temps. Se li sol assignar el símbol A. En el sistema internacional es mesura en becquerels, Bq, cadascun dels quals equival a una desintegració per segon. També s'utilitza tradicionalment el curie, Ci, una unitat molt més gran.
L'activitat depèn només del nucli atòmic particular (del seu nombre de protons i del de neutrons) en què ocorre i del tipus d'activitat (activitat alfa, activitat beta). Formalment indica com varia el nombre de nuclis d'una mostra al llarg del temps.
L'activitat específica és l'activitat d'una mostra per unitat de massa o per unitat de volum, i s'usa molt a legislació i per comparar materials diferents per la seva natura, independentment de la seva mida. Es pot mesurar en becquerels partit per gram o en becquerels partit per metre cúbic, per exemple.

## Unitats
- 1 Bq = 1 desintegració / 1 segon
- Un curie (Ci) equival a 3,7·10¹⁰ becquerels (Bq)
- Un becquerel equival a 0,27·10-10 curies

## Exemples
Alguns exemples d'ordres de magnitud de l'activitat específica d'algunes substàncies són:
- Activitat d'un gram d'aigua dolça = 0,0001 Bq
- Activitat d'un gram d'aigua de mar = 0,00012 Bq
- Activitat específica del cos humà a causa de la seva pròpa química = 0,1 Bq/g
- Activitat típica d'un gram de granit = 1 Bq
- Activitat d'un gram d'urani mineral = 10.000 Bq
- Activitat d'un gram de plutoni 239 = 1.000.000.000 Bq

## Magnituds relacionades
La quantitat de desintegracions depèn directament del nombre de nuclis atòmics radioactius presents a la mostra d'estudi, és a dir, que la quantitat de desintegracions per a cada unitat de temps, és a dir, l'activitat, A, és sempre igual al nombre de nuclis radioactius presents, N, multiplicat per a un nombre constant. Aquest nombre és sempre el mateix per a cada radionúclid i es diu constant de desintegració radioactiva, λ, que és sempre un valor conegut que està tabulat. Així:
- A(t) = λ · N (t), sent t un instant de temps donat

El període de semidesintegració, T, d'un element radioactiu és l'interval de temps necessari perquè la quantitat de nuclis radioactius de la mostra es redueixi a la meitat. Aquest valor també és una constant coneguda que està tabulada, sent característica per a cada element:
- T = Ln 2 / λ = 0,6931 / λ

El temps de vida mitjana, τ, d'un element radioactiu és el temps mitjà que triguen els nuclis a desintegrar-se, o el temps que passa, en mitjana, entre una desintegració i la següent. És una constant coneguda i tabulada, característica de cada substància, que resulta ser el nombre invers a la constant de desintegració radioactiva λ. Així:
- τ = 1/λ